# سیارک ۶۶۹

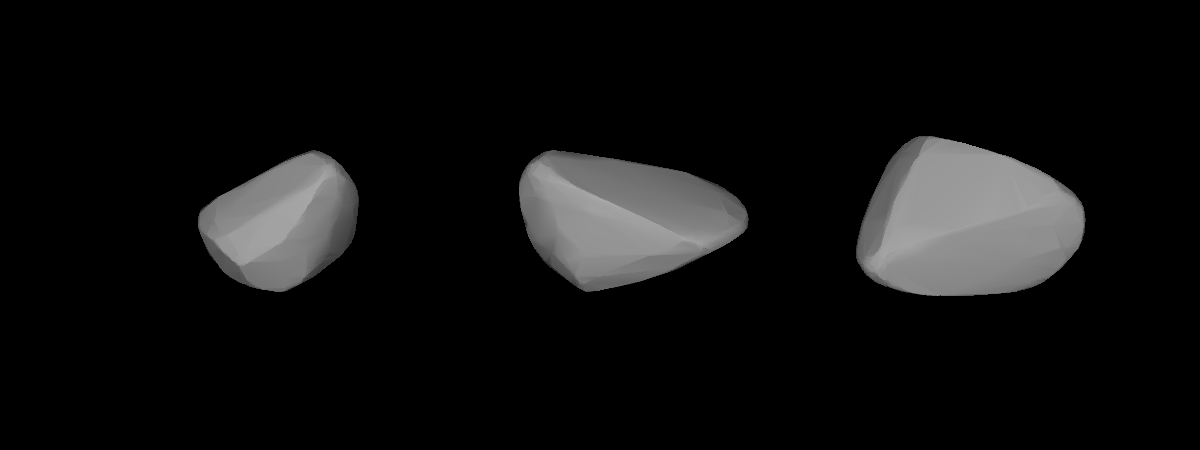
مدل سه‌بُعدی سیارک ۶۶۹ بر طبق منحنی نور آن

سیارک ۶۶۹ (به انگلیسی: 669 Kypria، نامگذاری:1908DQ) ششصد و شصت و نهمین سیارک کشف شده‌است که در ۲۰ اوت ۱۹۰۸ و در هایدلبرگ کشف شد.
قدر مطلق سیارک برابر ۱۰٫۲۴ است.